# Meridiano 136 oeste
El meridiano 136 oeste de Greenwich es una línea de longitud que se extiende desde el Polo Norte atravesando el océano Ártico, América del Norte, el océano Pacífico, el océano Antártico y la Antártida hasta el Polo Sur.
El meridiano 136 oeste forma un gran círculo con el meridiano 44 este.
Comenzando en el Polo Norte y dirigiéndose hacia el Polo Sur, el meridiano 136 oeste pasa a través de:
| Coordenadas                         | País, territorio o mar | Notas |
| ----------------------------------- | ---------------------- | --- |
| 90°0′N 136°0′O / 90.000, -136.000   | Océano Ártico          | |
| 74°24′N 136°0′O / 74.400, -136.000  | Mar de Beaufort        | |
| 69°11′N 136°0′O / 69.183, -136.000  | Canadá                 | Territorios del Noroeste Yukón Columbia Británica                                                                        |
| 59°40′N 136°0′O / 59.667, -136.000  | Estados Unidos         | Alaska |
| 58°45′N 136°0′O / 58.750, -136.000  | Bahía de los Glaciares | |
| 58°11′N 136°0′O / 58.183, -136.000  | Estados Unidos         | Alaska - Isla de Chichagof                                                                                               |
| 57°30′N 136°0′O / 57.500, -136.000  | Océano Pacífico        | Pasa justo al oeste de Kruzof Island, Alaska, Estados Unidos Pasa justo al este del atolón Maria Est, Polinesia Francesa |
| 60°0′S 136°0′O / -60.000, -136.000  | Océano Antártico       | |
| 74°39′S 136°0′O / -74.650, -136.000 | Antártida              | Territorio no reclamado                                                                                                  |